# Dražgoše
Dražgoše je naselje u slovenskoj Općini Železniku. Dražgoše se nalazi u pokrajini Gorenjskoj i statističkoj regiji Gorenjskoj. 

## Stanovništvo
Prema popisu stanovništva iz 2002. godine naselje je imalo 338 stanovnika.